# غريتشين كارلسون
غريتشين كارلسون (بالإنجليزية: Gretchen Carlson)‏ هي عارضة وصحفية ومقدمة تلفزيونية أمريكية، ولدت في 21 يونيو 1966 في أنوكا في الولايات المتحدة.

## وصلات خارجية
- الموقع الرسمي
- غريتشين كارلسون على موقع IMDb (الإنجليزية)
- غريتشين كارلسون على موقع إن إن دي بي (الإنجليزية)
- غريتشين كارلسون على موقع قاعدة بيانات الفيلم (الإنجليزية)